# 今昔百鬼拾遺 (小説シリーズ)
『今昔百鬼拾遺（こんじゃくひゃっきしゅうい）』シリーズは、京極夏彦の妖怪探偵小説集で、百鬼夜行シリーズの番外編に相当する長編。タイトルは鳥山石燕の画集『今昔百鬼拾遺』から採られている。

## 概要
「百鬼夜行シリーズ」にも登場する雑誌記者・中禅寺敦子と、『絡新婦の理』に登場した呉美由紀がペアになって事件に関わる長編シリーズ。昭和29年が舞台で、一見事件もかなりハードな印象だが、扱われているテーマは現代的である。
もともと20年近くお蔵入りになっていた企画だが、2018年の1月から2月にかけ、講談社の『鉄鼠の檻（永久保存版）』、KADOKAWAの『虚談』、新潮社の『ヒトごろし』がほぼ同時に発売される異常事態が起こり、担当から購入者特典として書き下ろし短編を付けるというオファーを受けたことがきっかけで実現された。発表経緯が異なる為、3ヶ月連続刊行された書籍版もそれぞれ出版社が異なる。なお、長編という枠組みだが、1冊がこれまでに発売されてきた中編集の1話と同程度の長さ（=一般的な文庫本と同等）に収まっている。3冊とも表紙モデルは今田美桜が務めている。
それから1年強が経過した2020年には、既刊の3冊を合本し大幅な加筆訂正を加えた『今昔百鬼拾遺 月』が、8月には講談社ノベルス、9月には講談社文庫よりほぼ同時に刊行された。既刊の百鬼夜行シリーズ同様、背幅4cm程度の分厚さとなり、表紙デザインの題材はどちらも「三つ巴」を採用している。

## 出版経緯
- 今昔百鬼拾遺 鬼 （2019年4月19日、講談社タイガ、ISBN 978-4-06-294035-1）
- 今昔百鬼拾遺 河童 （2019年5月24日、角川文庫、ISBN 978-4-04-108045-0）
- 今昔百鬼拾遺 天狗 （2019年6月26日、新潮文庫、ISBN 978-4-10-135353-1）
- 今昔百鬼拾遺 月（2020年8月7日、講談社ノベルス、ISBN 978-4-06-519019-7 / 2020年9月15日、講談社文庫、ISBN 978-4-06-519026-5）

## 主要登場人物
中禅寺 敦子（ちゅうぜんじ あつこ）
科学雑誌『稀譚月報』の記者で、本編主人公・京極堂こと中禅寺秋彦の実妹。『鬼』の時点で24歳。
呉 美由紀（くれ みゆき）
14歳の女学生（『鬼』時点）。『絡新婦の理』の登場人物で、聖ベルナール女学院で発生した連続猟奇殺人事件に巻き込まれて友人や知人を大勢亡くした。実家は千葉の元漁師で、生まれは勝浦の興津町鵜原だが、父親が小さな水産会社を起業する際に木更津へ引っ越している。貧乏とまでは云えないが決して裕福ではないのでかなり無理して名門学院に通っており、事件の影響で学院が廃校になった後はそれ以上の勉学を諦めていたが、柴田理事長代理のお節介で東京の駒沢にある全寮制の女学校の中等部3年生に編入した。
年齢の割に長身で、敦子よりも背が高い。正義感が強く、聡明で、感情が豊か。京極堂の論理的な説明を見習いたいと思っているが、事件の関係者たちに対して怒って啖呵を切る時は、どちらかと云うと榎木津の影響が強く出てしまう。周囲に迎合できず、陰口や無視は気にならない性質で、叩かれたら叩き返す口なので、編入後半年ほどは避けられて友人もできなかったが、高等部進学後は級友とも親しく付き合っている。甘味屋が苦手で、不味いが落ち着くと云う理由から、駄菓子屋の酢烏賊と蜜柑水を好む。敦子との密会には「子供屋」という駄菓子屋を利用している。
『鬼』で知り合った敦子とは、年の離れた大切な友人となる。
鳥口 守彦（とりぐち もりひこ）
カストリ雑誌『月刊實錄犯罪』の編集記者。敦子の知人であり、協力者。
益田 龍一（ますだ りゅういち）
薔薇十字探偵社の探偵助手で、世間一般でいう通常の探偵業務を担当している。美由紀とは学院の事件の時に知り合うが、数回会っただけの割に馴れ馴れしいので邪険にされている。
賀川 太一（かがわ たいち）
玉川署刑事課捜査一係の刑事。やけに眼と口が大きく、小柄だががっちりした体格で、皺の多い乾燥した肌の質感と、不釣り合いな程に子供っぽい髪型が年齢を不詳にしており、29歳だが30代に見える。もう少し小さければ徴兵でも丙種合格だったらしく、子供の頃の綽名が「マメ川」、軍隊時代の綽名が「子供」。軍隊時代は全く役に立たず兵隊としては屑だったことから、環境が合わないせいで無能とされている人間に寛容。
警視庁の青木とは同期で、年に何回かは会って飲むような仲。彼の真面目さにはかなり信頼を置いている。武蔵野のバラバラ殺人事件には間接的に捜査に加わっていた。
『鬼』では「昭和の連続辻斬り事件」の担当刑事。容疑者の自供に違和感を感じており、敦子から提供された情報を元に捜査を組み立て直す。続く『天狗』では、管内で発生した失踪事件の情報を敦子に渡す。

## 今昔百鬼拾遺 鬼
昭和28年9月から昭和29年2月にかけて、駒澤野球場周辺で「昭和の辻斬り事件」と通称される日本刀を使った連続通り魔が発生する。7人目の被害者・片倉ハル子が、生前に鬼の因縁で女が先祖代々斬り殺される定めだと言っていたことが気になった友人の美由紀は、1年前に世話になった京極堂の妹である敦子に相談を持ち掛け、事件の解明に乗り出す。調査するうちに、実際に土方歳三の遺産である無銘の日本刀によって片倉の女が3人も斬殺されていることが判明し、事件は思わぬ結末へと向かっていく。（発表：期間限定特設サイト〈2018年2月28日〜11月30日〉）
片倉 ハル子（かたくら はるこ）
「昭和の辻斬り事件」7人目の被害者。美由紀の今の学校の高等部1年で、編入後に初めて出来た1級年上の友人。16歳。体格は小柄で敦子と同じくらい。実家は下谷の刀剣屋「刀剣片倉」。代々女が刀で斬り殺される血筋に生まれたことを恐れていたらしい。昭和29年2月27日の午後10時ごろ、学園の直ぐ傍の空き地で殺害されている。
宇野 憲一（うの けんいち）
「昭和の辻斬り事件」の犯人とされる青年。愛想も良く、誠実そうで、忠実な感じがあり、19歳だが、齢より大人びて24、5歳に見える。身長は6尺ほど。元は戦災孤児であり、12歳から17歳まで刀の研師の内弟子をしていたが破門され、旋盤工に就職するも要領が悪く不器用だったため1年で解雇、以降は研師時代の縁から「刀剣片倉」で働くようになった。
凶器を手にハル子の殺害現場に立ち竦んでいたところを緊急逮捕され、過去6件の犯行も自白している。ハル子の交際相手だったと自供している。
片倉 勢子（かたくら せいこ）
「刀剣片倉」の現店主。先代店主・片倉欣造の妻で、ハル子の母親。38歳。7歳の時に震災で両親を亡くして伯母に育てられ、18歳の時、7歳年上で当時役場勤めの欣造と見合結婚。義妹の静子が強盗に殺されたことがきっかけで夫が家業を嗣ぎ、夫婦で刀剣屋となる。しかし、戦争中に夫も義父母も亡くなったため一旦刀剣屋の看板を下ろす。生活のために戦後から刀剣の販売を再開した。
娘が殺された事件の通報者で、事件発生時には現場近くにいて「娘が死ぬ」と巡回中の警邏に訴えた。
大垣 喜一郎（おおがき きいちろう）
宇野の研師時代の師匠。70歳は超えているはずだが、姿勢が悪いことを除けば、浅黒い肌には張りがあり、筋肉質なので年齢を感じさせない。96歳になる父親の面倒を見ているが、息子と父は折り合いが悪く10年前に家を出たきり疎遠。
生前の祖父が探していた市村鉄之助が函館から持ち帰った土方歳三の2振りの佩刀を父が手に入れ、柳子を斬り殺した無銘の方をその母親である涼に譲った。なお、大垣姓は市川鉄之介の父親が出仕していた美濃の大垣藩にちなんで祖父がつけたもの。
大垣 弥助（おおがき やすけ）
喜一郎の父。武州の日野の出で、安政生まれの96歳。父の代までは武器屋を兼業していたが、明治25年の春に父が卒中で死んでからは研師を専業にした。現在は寝たきりな上に、90歳頃から耄けていて、足が萎えて歩けなくなる前、徘徊中に孫と間違えて宇野を拾ってきた。
父が執念で生涯探していた土方歳三の刀が、父の死後まもなく片倉柳子を斬った刀として偶然にも研ぎ直しに持ち込まれ、それを大枚叩いて買い取る。同時に持ち込まれた11代和泉守兼定と土方の写真は日野に届け、その7、8年後、訪ねてきた涼に譲り渡した。
大垣 喜助（おおがき きすけ）
喜一郎の息子。年齢は30過ぎ。昔から祖父の弥助と折り合いが悪く、10年から前に家を出て、今は松戸で結婚して妻と息子の徳次郎と共に生活している。
保田 達枝（やすだ たつえ）
「刀剣片倉」の隣家に住む85歳の老婆。柳子とも知人だった。元芸者で、綺麗だが吃驚するほど美人ではないという容姿だったが、63年前には凌雲閣で行われた『東京百美人』に参加したこともある。柳子が殺されたことで芸者を辞め、植木屋と結婚したが女癖の悪さから離婚、明治30年ごろから実家に戻って長唄の師匠をしながら女手一つで子供を育ててきた。しかし、東京大空襲で息子夫婦を亡くし、孫は戦死して天涯孤独になっている。
片倉 柳子（かたくら りゅうこ）
ハル子の大叔母で祖父・利蔵の妹。生前は日本橋杵屋で芸者をしていた。日本橋界隈でも評判の佳い娘で、性格も良く、しかもかなりの麗人で、18歳の時には『東京百美人』に選ばれるも、組織票により惜しくも次点を逃す。だが、その影響で横浜出身の大工であった依田儀助に横恋慕され、心中を試みて元質屋の親戚の家から持ち出した日本刀により、明治25年に殺害される。享年18歳。
片倉 静子（かたくら しずこ）
ハル子の叔母で父・欣造の異母妹。昭和11年の5月、秋田から上京して品川で日雇い仕事をしていた居直り強盗川西平作の手にかかり、売り物の日本刀で斬り付けられて命を落とす。享年16歳。
片倉 涼（かたくら りょう）
ハル子の曽祖母で、利蔵と柳子の母親。元は別の刀剣屋の娘であったが、幼い頃に父親が母を斬り殺した後で首を吊って廃業、片倉家で12歳まで育てられた後、2代目和泉守兼定だけを持って自ら置屋に入った。後に、土方歳三に惚れて之定を渡し、彼を追って各地を転々とするも望みは果たせず死別、その後は東京に戻って片倉家に嫁いだ。娘が殺された後、大垣家に渡った凶器を自ら引き取った。明治35年没。享年は60歳程。
『ヒトごろし』にも登場。幕末期に江戸で土方歳三に助けられ、彼に渡した之定で斬り殺されることを願って京に向かい、監察方の山崎丞の密偵となる。
片倉 利蔵（かたくら としぞう）
ハル子の祖父で柳子の兄。刀剣片倉の先先代で柔術の達人。明治39年に結婚して欣三が生まれ、大正7年頃に離婚した後、再婚した後妻との間に静子をもうけた。昭和11年の強盗致死事件の際には金より妻子を守ろうと相手の持つ出刃庖丁を叩き落とすが、云われるがままに出していた日本刀を奪われて娘を斬り殺されてしまう。静子の葬式が終わった後は気落ちして体調を崩してしまい、開戦後間も無く病み付いていた妻が亡くなり、その後を追うように死去する。
片倉 欣造（かたくら きんぞう）
ハル子の父で静子の10歳齢の離れた異母兄。以前は役場に勤めていたが、18年前に静子が殺され両親が倒れたことで、ハル子を妊娠中だった妻と共に刀剣片倉を継ぐ。娘がまだ幼い頃、徴兵される前に風邪を拗らせて急死する。
依田 儀助（よだ ぎすけ）
明治25年に片倉柳子を殺害した犯人。横浜出身の大工。当時32歳。
浅草の凌雲閣に飾ってあった柳子の写真に一目惚れして通い詰め、展示が終わった明治24年の秋から凡そ3箇月、仕事もせず、ほぼ毎日のように日本橋杵屋を尋ねて柳子本人に付き纏い、彼女からは丁寧に云い含められて優しく拒否されたが、お客になれば愛して貰えると勘違いする。そして金がないのであの世で添うしかないと、上野で古着屋を営む元質屋の親戚の家から質屋時代に入手したと云う日本刀を持ち出し、置屋の前で柳子を待ち伏せて袈裟懸けに斬り殺した。事件後の処遇は不明。
川西 平作（かわにし へいさく）
昭和11年に片倉静子を殺害した犯人。秋田出身の日雇い労働者。当時28歳。
将来を誓った娘と祝言を挙げるために金を稼ごうと上京し、品川辺りで日雇い仕事をしていた。しかし自堕落な上に博奕が好きすぎて些とも金が貯まらず、短絡して店構えのいい片倉家へ刀剣屋と知らずに出刃庖丁を手に忍び込み、商売ものを要求して庖丁より長い日本刀を出されたことで錯乱し自暴自棄になって暴れる。店主に投げ飛ばされて庖丁を取り落とすが、逃げようとした母親を庇った静子をその場で拾った刀で殺害してしまい、7年の実刑判決を受けた。

## 今昔百鬼拾遺 河童
昭和29年夏、浅草界隈で男性を狙った覗き魔が横行し、夏休みを前に高校生になった美由紀はクラスメイトたちと便所に出る伝承を持つ河童の話題で盛り上がる。そんな時、千葉の複雑に蛇行する夷隅川水系に、次々と尻が丸出しになった奇妙な水死体が上がる。敦子と益田は最初の2件の水死に明確な関係があることに気付き、3体目の遺体の第1発見者になった帰省中の美由紀や取材旅行中の多々良と共に真相の解明を目指す。（発表：幽vol.29、怪vol.0053、幽vol.30）
三芳 彰（みよし あきら）
食品模型の製作所で働く職人。住居は合羽橋。小さい時分から細かい細工ものが好きで、元元映画や舞台で使う小道具を作っていた。
幼馴染みの久保田から、「高貴なお方」から盗まれた宝石を取り戻すための小道具として模造金剛石の製作を依頼される。依頼達成から約1週間後に久保田が変死し、模造宝石の件で警察に出頭したところを殺人の重要参考人として拘束された。まもなく確実な不在証明で解放されたが真相が気になり、薔薇十字探偵社に真相究明を依頼する。
久保田 悠介（くぼた ゆうすけ）
連続溺死事件1人目の死者。三芳の幼馴染み。生家は浅草松葉町、曹源寺の近所。戦争前に家出し千葉で漁業関係の仕事をしていた。戦中は南方戦線に出征したが、その間に両親はB29の空襲で亡くなり、復員後は戦友らと共に宝石の略取に手を染める。その後、江尻水産という遠洋漁業関係の会社で事務仕事に就くが、第五福竜丸事件に関連した原子マグロ騒動で失職。
模造金剛石を使って本物の宝石を取り返し、さる「高貴なお方」に返却して謝礼を頂く計画を立てていた。三芳に製作を依頼した模造宝石受け取りの約1週間後、千葉の大多喜町夷隅川にて、人為的に尻を丸出しにされた状態の変死体として発見される。
隻手であったが傷痍軍人というわけではなく、復員後に起きた事件で右手を失ったとされる。
廣田 豊（ひろた ゆたか）
連続溺死事件2人目の死者。久保田の古い仲間の1人。鑢の目立て職人をしている50歳男性。広島出身だが、原爆で全てを失って東京に出て来て独り働きしていた。水泳が上手く、祭りの度に道中合羽で繰り出してきたことから、下谷のカッパさんなどの綽名で呼ばれていた。三芳が出頭したその日、夷隅川水系の平沢川で、久保田と同じく尻を出した水死体として発見される。
亀山 智嗣（かめやま ともつぐ）
連続溺死事件3人目の死者。久保田の戦友の1人。目つきの落ち着かない、半笑いの男。御徒町一丁目在住。既婚者。大戸の洗い越し付近にて、やはり尻出しの溺死体となっているのを、美由紀、多々良、淳子、古谷によって発見される。
菅原 市祐（すがわら いちすけ）
久保田の古い仲間の1人。目つきの悪い筋肉質な男。職業は香具師で、恐喝と強盗で前科3犯。今戸に近い浅草の借家に住んでいるが、商売柄敵が多いためあまり家にはいない。
川瀬 敏男（かわせ としお）
久保田の戦友の1人だった痩せた男。膏薬を売る行商をしていた。猿回しだった家系で、祖父の代までは実際に厩を清め雨乞いをする民間宗教者として村落を廻っていた。久我原にある遠内の出身で、若くして大多喜の女性と結婚して集落を出たが、ひどい迫害を受け暫くして戻ってきた。開戦から間も無く志願兵となり、息子を養鶏場に預けて出兵した。復員後に久保田たちの仲間になったようだが、現在は行方不明で、生きていれば40歳程。
川瀬 香奈男（かわせ かなお）
敏男の息子。赤貧の暮らしな上に猿回しの一家として差別され、身なりが汚かったために小学校では厭われていた。開戦後間も無く父が出征し、しばらくして母親も栄養失調で亡くなり、終戦の頃まで久我原の養鶏場で働いていた。後に千葉の九十九里浜辺りに流れて漁師の手伝いなどをするようになり、一昨年から久保田と同じ江尻水産で見習いをしていたが、久保田と同じ事情で解雇されている。
仲村 幸江（なかむら さちえ）
浅草の団子屋「仲村屋」の3代目。29歳。婿養子を取っている。三芳や久保田の幼馴染みで、益田や敦子に7年前の久保田や廣田の密談情報を提供する。
入川 芽生（いりかわ めい）
幸江の夫の兄の娘。20代前半の女性で、幸江の団子屋で働く。記憶力が優れており、数年前に数度来店した客の名前の頭文字や字数まで覚えていた。
橋本 佳奈（はしもと かな）
美由紀のクラスメイト。品のない話が苦手。6歳まで宮崎で暮らしていた。
九州では河童はヒョウズンボ、セコンボ、カリコンボなどと呼ばれ、冬は山で暮らし、ヒョウズンボは飛んで渡りをする、茶色か褐色の毛が生える、馬蹄の跡の水たまりに1000匹隠れられると語る。
市成 裕美（いちなり ひろみ）
美由紀のクラスメイト。父方の祖母が岩手の人。
岩手の河童はメドチや淵猿と云い、長生きした猿の経立がメドチになるが、同族である猿とは仲が悪い、家に住み着くと座敷童衆になる、メドチも座敷童衆も猿のように顔が赤いと語る。
小泉 清花（こいずみ さやか）
美由紀のクラスメイト。代々東京暮らしの江戸っ子。実家ではカクと名付けた野良猫より小さな狆を飼っている。生家には江戸時代に曾祖父が描き写したという、利根川に出た河童の古い絵が伝わっている。
犬や猫が毛色や見た目が違っても同じ種であるのと同じように、河童にも共通する最低限の決まりごとがあり、それは好色で胡瓜と茄子と尻子玉が好きなことではないかと推理する。
南雲  淳子（なぐも じゅんこ）
美由紀の5歳年上の従姉妹で、母の姉の長女にあたる。総元村役場に勤める社会人。夏休みで小旅行に来ていた美由紀と地元を散策していたところ、亀山の遺体の第1発見者の1人になってしまう。
多々良 勝五郎（たたら かつごろう）
在野の妖怪研究家で、『稀譚月報』に記事を書いている。河童取材の一環で房総の河伯神社に来ていたが、移動中に亀山の遺体を発見する。
古谷 祐由（こたに すけみち）
『稀譚月報』編集者。第五福竜丸事件の取材をしている敦子の代理で、多々良の臨時担当として取材に同行していたが、運悪く亀山の遺体の第1発見者の1人になってしまう。
稲場 麻佑（いなば まゆ）
総元の小学校の前校長の外孫。香奈男の小学校時代の同級生。
磯部（いそべ）
『絡新婦の理』にも登場した千葉県警本部の巡査。大柄で射撃が得意。写真機にも詳しい。亀山の遺体の第1発見者になった多々良の河童談義に振り回される。一般市民に対して高圧的で少々態度が悪い。なお、目潰し魔事件当時に同僚だった津畑は、態度が悪すぎて内勤の庶務に転属させられた。
池田 進（いけだ すすむ）
総元駐在所の巡査。32歳。腰が低く頻繁に謝る癖がある。遠内の出身で、川瀬の集落で代々池の田圃を任されていた家系。川瀬の生家と龍王池の案内を任される。
小山田（おやまだ）
千葉県警捜査一課の刑事。色黒の男。聞いてもいない河童の話を続ける多々良にも怒らないなど人間が出来ており、彼のように関心の有無に拘らず延々と話し続ける人間の扱いが上手く、長話の中から有用な情報を聞き出すのが得意。
比嘉 宏美（ひがひろみ）
千葉県警唯一の婦人警官。祖父が沖縄出身。磯部が一般市民に対する言動に問題があることから、追加の人員として現場に出る。

## 今昔百鬼拾遺 天狗
昭和29年10月、群馬県迦葉山で女性の遺体が発見されるが、その遺体は約2ヶ月前の8月15日に高尾山で失踪した是枝美智栄の着衣を身に纏っていた。薔薇十字探偵社に美智栄の捜索を依頼しに来た篠村美弥子は美由紀と偶然知り合い、敦子と共に事件の究明に挑む。そして同じ8月15日高尾山に他に二人の女性が登山し、一人は自殺、一人は失踪したとの情報を得る。その一連の事件には時代錯誤な女性蔑視思想を持つ素封家天津家の内情が深く関わっていた。（発表：小説新潮2018年10月号〜2019年3月号）
篠村 美弥子（しのむら みやこ）
『百器徒然袋――雨』に登場した代議士の1人娘。筋金入りのお嬢様で、乗馬薙刀、お茶にお華を習得しており、趣味はオペラ鑑賞に洋菓子作り、3箇国語を自在に操る国際派の才媛。20歳だが、溌剌としている所為かもっと若く見える。現在は無職であり、父から小遣いを貰って生活している。総じて自信がなく自分を良く見せようとする相手を嫌い、特に思い込みが激しい人、ものごとを勝ち負けで判断する人、威張る人、迎合する人が大嫌い。美由紀には、理を求めてものごとを見据え、斯くあるべしという理想に軸足を置き、下界の矛盾や誤謬に苛立っているようだと評される。
美智栄の失踪の真実を突き止めるため、昨年自分の婚約破棄の一件で知り合った榎木津に人探しを依頼しようとして断られた所で美由紀と知り合う。彼女の迎合しない点を気に入って友人になり、協力して失踪の謎を解き明かそうとする。なお、強姦を行なっていた元婚約者のことはクズと公言しており、事前に本性を見抜けなかった自分自身のことも恥じている。
是枝 美智栄（これえだ みちえ）
美弥子の友人の社長令嬢。ちょっぴり犬に似た可愛らしい人だったらしく、美弥子からはワンちゃんと呼ばれていた。人一倍慎重な性格で、どんな時も無理はせず、危険を冒すようなことは絶対にしない。おっとりしている癖にお節介で明るく、少し野次馬で、困っている人がいれば絶対に手を貸すような人物。
自然志向が強く、山歩きを趣味としていたが、8月15日に4度目となる高尾山登山の最中に失踪、2箇月後になぜか衣服だけが自殺した葛城コウの着衣として発見される。
天津 敏子（あまつ としこ）
幾つも会社を経営している八王子の素封家天津家の1人娘。22歳。女性蔑視者の祖父や父とは仲が険悪で、望んでいた進学を許されず花嫁修業をさせられてきた。同性愛者で、職業婦人への憧れがあり、コウとは恋人の関係だった。だが、そのことを知った祖父によって殺されかけたことがあり、8月14日の深夜から翌15日の早朝にかけて家を出て山に向かい、16日の午後に高尾山で首吊り死体となって発見される。
葛城 コウ（かつらぎ こう）
信用金庫で働くBG。華道教室で知り合った敏子と恋人になる。一応戦禍で亡くなった両親はカトリック信者だったが、死別後は教会からも遠ざかっていた。敏子と同日に行方不明になり、2箇月後の10月に迦葉山で遺体として美智栄の装束を着た状態で発見され、状況から飛び降り自殺と判断される。集合住宅で1人暮らしだったため、失踪の発覚が遅れた。
秋葉 登代（あきば とよ）
柴又に住む22歳の女性小学校教師。宗派を問わずお寺巡りをするのが趣味で、坂東三十三観音、秩父三十四観音を廻った後、毎週末には関東近郊の古寺古刹に参拝していた。子供達にも好かれ、評判も良かったが、三度の飯よりお寺参りが好きなのが玉に瑕といった人物。8月15日に高尾山薬王院に参詣するが、直後に失踪して、巡礼装束だけが山中で発見される。
天津 藤蔵（あまつ ふじぞう）
天津家の家長で、敏子の父親。戦後は復興の波に乗って土建業で儲けた。15年程前に妻とは死別し、以来寡夫。子供の頃から父には絶対服従だったが、跡取り息子を生む後添えを貰えという命令は断固として拒否した。娘が恋人と失踪した日には、女同士で情死していることを危惧して薬王院に向かっていたという。
天津 宗右衛門（あまつ そうえもん）
天津家の先代で、藤蔵の父親。明治17年生まれの70歳。父が日清日露戦争で活躍した軍人、祖父は偉くも下級でもない半端な身分の元薩摩藩士の元士族。自身は軍人ではなく、小振りな政商で、中央とは癒着せず、藩閥を利用してあちこちで小口で稼ぎ軍需で儲けた。示現流を修めている。
頭が堅く厳格で、かなり時代錯誤な女性蔑視者。息子の嫁が嫡子を作る前に死んだため、後添えを貰うよう命令したが拒否されており、代わりに孫娘に婿養子を取らせようとしていたが、孫が同性愛者だと知ると破廉恥な面汚しだと存在そのものを否定して本気で殺そうとまでした。
熊沢 金次（くまざわ きんじ）
『百器徒然袋――雨』に登場した50歳くらいのおかま。淀橋の品のない酒舗で働いている。心は女性だが男気があり、割と腕力も強く、少し松登に似ている。明るく愉快で、ダンスも上手く、迫害を受けながらも迎合せずに駄目な世間を受け入れる度量を持つ。一方で、黴くさい武士道や無意味な精神論が罷り通る故郷の薩摩や軍隊生活には馴染めなかった。
美弥子の婚約破棄の一件以来、彼女とは親友として仲良くしており、「金ちゃん」「ミイちゃん」と呼び合っている。美弥子と美由紀が高尾山で遭難した時には助けに駆けつけた。
宮田（みやた）
美弥子の運転手。鹿爪らしい恰好をした男性。
青木 文蔵（あおき ぶんぞう）
警視庁捜査一課一係の刑事。美由紀と美弥子が落ちたという陥穽の見分をする。

## 用語
子供屋
美由紀の行きつけの駄菓子屋。元は餅屋だったが、先の戦争で働き手を失って餅を作れなくなり、残った老寡婦が一人でできる商売として駄菓子屋を開業した。屋号は開業以来のものをそのまま使っている。子供が汚すので店は汚いが、子供達が腹を壊さないよう衛生には気を使っているらしく、食べ物は綺麗とのこと。女学校が近くにあるが、学生は一人として寄りつかないため、甘味屋が苦手な美由紀にとっては秘密の場所である。
昭和の辻斬り事件
昭和28年9月から29年2月にかけて、完成したばかりの駒澤野球場周辺で発生した日本刀による連続通り魔殺人事件。被害者は7人で、うち4人が死亡。試し斬りを繰り返して段段切り方が上達しており、9月と11月に襲われた3名が重軽傷を負ったものの生存しているのに対し、1月30日に発生した4件目以降の被害者は袈裟掛けに斬られて死亡し、4、5件目は出血多量で病院搬送後に死亡が確認されたが、6件目では一太刀で肋まで断ち切り即死させている。現場の野球場には照明がなく、周辺には街燈も少ないので夜は真っ暗になり、被害者は7人目を除いて常に単独であったところを狙われた。
そして2月27日に発生した7人目の片倉ハル子殺害の際に、彼女の交際相手だったと云う刀剣屋従業員の宇野憲一が現行犯逮捕された。宇野は前職でも刃物を扱っており、自供もしていたので高い確率で被疑者であるとされた。一方で、生存者の目撃証言から犯人は小柄だった筈だが宇野は大柄だった、宇野とハル子が恋人だったのが疑わしいなど、幾つかの矛盾も存在している。
覗き陰間
夏休みの始まる一月半程前の昭和29年6月中旬から7月初旬まで、浅草近辺に頻繁に現れるようになった覗き魔。発覚しているだけでも8件発生しており、風呂場や脱衣所、廁を覗かれるのだが、婦人からの被害届は一向に出されず、被害者は凡て30歳過ぎから50歳くらいの中年男性で、男ばかりを狙っているとしか思えないと云う奇妙な事件。世間では「変態性痴漢」「昭和の出歯亀」などとも騒がれた。
そのうちに婦人を狙った便乗犯も現れるようになり、オリジナルの犯人は捕まらなかったものの、女性を覗いた3人と完全な悪戯の1人の計4人が検挙された。被害は駒沢近辺まで伸びて、遂には美由紀達の学校の中にまで到達。オリジナル同様、この事件の犯人も捕まっていない。
ケツ丸出し連続水死事件
房総半島の夷隅川水系で尻を丸出しにした男性の水死体が相次いで3件発見された事件。死因と直接の関係はないが頭頂部にぶつけたような傷を生前に負っていたと云う共通点を持ち、ズボンのゴム紐が刃物で切断され無理矢理に尻を露出させられた形跡があったため、千葉県警察では事故死ではなく殺人として捜査を行い、2人目の遺体が発見されたことで連続殺人事件だと睨んでいる。ただ、報道はなされていないので、事件名は益田の思い付きによる発言に依るもの。
遠内（とおない）
久我原の北西、東総元駅の西側の山中に存在した集落。総元村へ行くには、村役場の裏手に続く山道を通るのが一番手っ取り早い。
住民は猿回しの一族の末裔とされ、その昔に宮中で厩祓いの役目を担う一種の民間宗教者でもあった。移り住んだのは源平合戦の頃とも、建武の新政の頃とも云われているが、本当のところは判らない。大きな村を門付けのように廻る宗教者だったために明治より前は孤立していて、昭和に入ってからも雨乞いの祈禱をする時以外は近付いてもいけないと集落ごと差別されていた。
元々村と云う程の規模はなく、江戸時代には集落全体で15戸程はあったとされるが、昭和初期には龍王池の堂守である川瀬の家と田圃を任されていた池田の家がそれぞれ2件、水口と云う家が1件の計5戸しか残っておらず、転出が相次いで開戦前には廃村になったので、現在は住居地図にも載っていない。
龍王池（りゅうおういけ）
旧遠内集落に存在する湧水池。池と云うには深いが淵と云う程ではなく、大きさは5坪程で沼や湖と云う程に広くもない。奥行き2メートル程、高さと幅が1メートル足らずの横穴から水が湧いていて、かなりの湧出量を誇り、夏でも冷たく一度も濁ったことがない。透き通っているので実際より浅く思えるが、背が立たない程度には深く、水の流れも強いので潜ると危険。
3分の1は抉れた崖に食い込んでいて、その洞の奥には川瀬家が代々堂守を勤める龍神の祠がある。水枯れの際には馬の首を切って池に沈め、雨乞いをすると云う習俗があった。
また、夷隅川の源流の一つにあたり、池から出た流れは2筋に分かれ、東の筋は大戸の方へ流れ、西の筋は久我原の西側にある不動の滝の上流で平沢川に合流する。大きな流れではないが小川と云うには規模が大きく、川幅は狭いが傾斜が強くて流れが急なので、子供が遊ぶと大変危ないと云われていた。
高尾山登山客失踪事件
昭和29年8月15日に高尾山で同時に発生した3件の女性失踪事件。是枝美智栄、葛城コウ、秋葉登代の3名が行方不明となり、同日にコウの恋人である天津敏子も山中で首を吊って自殺。それから2箇月後の10月7日に、何故か美智栄の衣装を身につけたコウの遺体が迦葉山の断崖の下で発見された。
全員に捜索願が1週間以内に出されたものの、登代は亀有署の柴又交番、美智栄は玉川署、敏子とコウは八王子警察、と提出された管轄がバラバラ過ぎて一つの事件とは考えられていなかった。だが、コウの転落死に関する報道に違和感を覚えた美弥子の証言が美由紀を介して敦子に伝わり、調査によって関連性が浮かび上がる。